# Хуснутдинов, Ахнаф Галимьянович
Ахнаф Галимьянович Хуснутдинов ( 28 апреля 1925 года — 12 июля 2005 года) — советский военнослужащий, участник Великой Отечественной войны, полный кавалер ордена Славы, замковый орудия противотанковой батареи 3-го мотострелкового батальона 29-й гвардейской бригады (10-й гвардейский танковый корпус, 4-я танковая армия) гвардии рядовой.

## Биография
Ахнаф Галимьянович Хуснутдинов родился 12 апреля 1925 года  в с. Учалы Учалинского района РБ.
Татарин. Образование высшее. Член КПСС с 1944 года.  До призыва в армию работал учителем в школе.
В Советскую Армию призван в феврале 1943 г. Учалинским райвоенкоматом. Отличился в боях на фронтах Великой Отечественной войны у г. Львов, Берлин.
После демобилизации А.Г.Хуснутдинов вернулся на родину.  В 1956 году окончил пединститут. Работал учителем,  в  Учалинском райкоме, горкоме КПСС, был директором школы, СПТУ-22. .
Скончался 12 июля 2005 года.

## Подвиг
Замковый орудия противотанковой батареи 3-го мотострелкового батальона 29-й гвардейской бригады (10-й гвардейский танковый корпус, 4-я танковая армия) гвардии рядовой А.Г.Хуснутдинов отражал атаку немцев в районе Лесенице близ г. Львова. Уничтожил: 5 автомашин, 1 батарею полевой артиллерии, 15 повозок с грузом, 22 гитлеровца. За этот подвиг А.Г.Хуснутдинов 18 марта 1945 г. награждён орденом Славы III степени.
13 января 1945 г. А.Г.Хуснутдинов в бою за населенный пункт Пешхница (Польша), отбивая контратаку восьми немецких танков типа «тигр», подбил 2 танка.
23 января 1945 г. при подходе к р.Одер уничтожил 2 орудия гитлеровцев вместе с расчетами и, тем самым, дал возможность батальону форсировать реку. Переправившись вместе с орудием на западный берег р.Одер, продолжал уничтожать пехоту противника. За этот подвиг А.Г.Хуснутдинов 8 марта 1945 г. награждён орденом Славы II степени.
25 апреля 1945 г. на подступах к г. Берлину, форсируя Тельтов канал, командир расчета 57-мм противотанковой пушки старший сержант А.Г.Хуснутдинов весь день вел отвлекающий огонь, дав возможность батальону форсировать канал в другом месте. Был тяжело ранен. 
За мужество и бесстрашие, проявленные в бою А.Г.Хуснутдинов 24 декабря 1959 г. награждён орденом Славы I степени.

## Награды
Орден Славы трёх степеней.
Награждён орденом Отечественной войны 1 степени, медалями. Участник Парада Победы 1995 года.
Отличник народного образования РСФСР

## Память
Имя Хуснутдинова Ахнафа Галимьяновича присвоено муниципальному образовательному учреждению средняя общеобразовательная школа села Учалы муниципального района Учалинский район Республики Башкортостан.